# Liste der Kantonsschulen des Kantons Wallis
Die Liste der Kantonsschulen des Kantons Wallis zeigt die vier Kantonsschulen des gesamten Kantons Wallis. Eine der vier Schulen befindet sich im Unterwallis, zwei im Mittelwallis und eine weitere im Oberwallis. Die gymnasiale Ausbildung an den Walliser Kantonsschulen erstreckt sich über fünf Jahre und erfolgt in der Regel nach zwei Jahren Orientierungsschule.

## Liste der Kantonsschulen
Hinweis: Die Liste ist sortierbar: durch Anklicken eines Spaltenkopfes wird die Liste nach dieser Spalte sortiert, zweimaliges Anklicken kehrt die Sortierung um. Durch das Anklicken zweier Spalten hintereinander lässt sich jede gewünschte Kombination erzielen.
| Name der Kantonsschule                          | Eröffnung | Schüler  | Rektor oder Rektorin      | Ortschaft     | Bild                                      |
| ----------------------------------------------- | --------- | -------- | ------------------------- | ------------- | ----------------------------------------- |
| Kollegium Spiritus Sanctus Brig KSSB            | 1662      | ca. 800  | Gerhard Schmidt           | Brig          | Altbau des Kollegiums Brig («Haus B»)     |
| Lycée-collège des Creusets LCC                  | 1979      | ca. 1300 | Xavier Gaillard           | Sitten        | Der Haupteingang des Collège des Creusets |
| Lycée-collège de la Planta LCP                  | 1937      | ca. 1030 | Romaine Crettenand-Sierro | Sitten        | Das Kollegiengebäude im Jahr 1860         |
| Lycée-collège de l’Abbaye de Saint-Maurice LYCA | 1806      | ca. 1200 | Francis Hiroz             | Saint-Maurice | Ansicht des Neubaus von 1960              |

Legende
- Name der Kantonsschule: Name der Kantonsschule sowie eventuelle Zusatzbezeichnungen
- Eröffnung: Jahr, in dem die Kantonsschule am aktuellen Standort eröffnet wurde
- Schüler: Gesamte Schüleranzahl
- Rektor oder Rektorin: Aktueller Schulleiter
- Ortschaft: Ortschaft, in welcher die Kantonsschule liegt